# Turnera lucida
Turnera lucida är en passionsblomsväxtart som beskrevs av Ignatz Urban. Turnera lucida ingår i släktet Turnera och familjen passionsblomsväxter. Inga underarter finns listade i Catalogue of Life.